# Demokratische Partei Saar
De Freie Demokratische Partei/Demokratische Partei Saar (Nederlands: Vrije Democratische Partij/Democratische Partij Saar) is een liberale partij in de Duitse deelstaat Saarland. De FDP/DPS is aangesloten bij de federale Freie Demokratische Partei.

## Geschiedenis
De FDP/DPS werd na de Tweede Wereldoorlog op 26 oktober 1946 opgericht onder de naam Demokratische Vereinigung des Saarlandes (DVS). Op 28 februari 1947 werd de partijnaam gewijzigd in Demokratische Partei Saar (DPS). De partijleiding ging ervan uit dat Saarland onderdeel was van Duitsland. Dit strookte echter niet met de Franse bezettingsautoriteiten die vonden dat Saarland een autonome staat moest worden, economisch nauw verbonden met Frankrijk. De DPS onderscheidde zich van meet af aan van de Christliche Volkspartei des Saarlandes (CVP) en de Sozialdemokratische Partei des Saarlandes (SPS) die de Franse lijn onderschreven. Bij de eerste landdagverkiezingen van 5 oktober 1947 behaalde de DPS 3 zetels en werd daarmee de derde partij, achter de CVP (28) en de SPS (17). Omdat de CVP en de SPS onder leiding van Johannes Hoffmann (CVP) een kabinet vormden, belandde de DPS in de oppositie. In de jaren erna voerde de DPS felle oppositie en drong aan op de hereniging van Saarland met de Bondsrepubliek Duitsland. De DPS ontving steun van een verwante partij in de Bondsrepubliek, de FDP. Vanwege haar Duits-nationale opstelling sloten rond 1950 veel nationalisten zich bij de DPS aan. Een aantal van hen was in de jaren 30 en 40 actief binnen de NSDAP. In 1950 werd de nationalist Richard Becker gekozen tot voorzitter van de DPS.
Het toenemende nationalisme binnen de DPS leidde er in 1951 toe dat de partij haar politieke activiteiten moest staken. Ook mocht de DPS niet deelnemen aan de landdagverkiezingen van 1952. Formeel moest de DPS haar activiteiten staken vanwege vermeende contacten met de fascistische Sozialistische Reichspartei (SRP), maar in werkelijkheid vanwege haar streven naar de hereniging van Saarland met de Bondsrepubliek Duitsland. De sancties die de DPS troffen, werkten in haar voordeel en de partij werd alleen maar populairder.
In de aanloop naar het oktoberreferendum van 1955, waarbij de bevolking zich kon uitspreken over de toekomst van Saarland, mochten de pro-Duitse partijen, waaronder de DPS, de CDU-Saar en de DSP, hun activiteiten hervatten. Het referendum werd een groot succes voor de pro-Duitse partijen en bij de Landdagverkiezingen van december 1955 verwierf de DPS 12 zetels en trad de partij toe tot het kabinet-Ney.
Na de toetreding van Saarland tot de Bondsrepubliek Duitsland in 1957 werd de DPS een partijafdeling van de Freie Demokratische Partei (FDP). Sindsdien staat de DPS bekend onder de naam FDP/DPS. De FDP/DPS nam deel aan diverse coalities. Bij de Landdagverkiezingen van 1970, 1995 en 1999 haalde de FDP/DPS de kiesdrempel van 5% niet.
Bij de landdagverkiezingen van 30 augustus 2009 behaalde de FDP/DPS een uitstekend resultaat. De partij kreeg 9,2% van de stemmen (5 zetels), het beste resultaat in veertien jaar.

### Huidige status
De FDP/DPS maakt thans deel uit van een "zwart/groen/gele" coalitie onder leiding van minister-president Peter Müller (CDU). De FDP/DPS levert drie ministers.

## Verkiezingsuitslagen
| Verkiezingsuitslagen | Verkiezingsuitslagen | Verkiezingsuitslagen |
| Jaar                 | %                    | zetels               |
| -------------------- | -------------------- | -------------------- |
| 1947                 | 7,6%                 | 3                    |
| 1952                 | -                    | -                    |
| 1955                 | 24,2%                | 12                   |
| 1960                 | 13,8%                | 7                    |
| 1965                 | 8,3%                 | 4                    |
| 1970                 | 4.4%                 | 0                    |
| 1975                 | 7,4%                 | 3                    |
| 1980                 | 6,9%                 | 4                    |
| 1985                 | 10,0%                | 5                    |
| 1990                 | 5,6%                 | 3                    |
| 1995                 | 2,1%                 | 0                    |
| 1999                 | 2,6%                 | 0                    |
| 2004                 | 5,2%                 | 3                    |
| 2009                 | 9,2%                 | 5                    |